# Forcipomyia forcipis
Forcipomyia forcipis är en tvåvingeart som beskrevs av Meillon och Wirth 1980. Forcipomyia forcipis ingår i släktet Forcipomyia och familjen svidknott. Inga underarter finns listade i Catalogue of Life.